# Nova Aurora (Paraná)
Nova Aurora é um município brasileiro do estado do Paraná, Região Sul do país. Localiza-se no oeste paranaense e pertence à Região Metropolitana de Cascavel, estando situado a cerca de 570 km da capital estadual. Ocupa uma área de 470,642 km², sendo que 4,25 km² estão em perímetro urbano, e sua população foi estimada em 14 219 habitantes em 2024.
A sede tem uma temperatura média anual de 21,3 °C e na vegetação original do município predomina uma transição entre a Mata Atlântica e as matas de Araucária. Com 76% da população vivendo na zona urbana, Nova Aurora contava, em 2009, com dez estabelecimentos de saúde. O seu Índice de Desenvolvimento Humano (IDH) é de 0,733, classificado como alto em relação ao estado.
A área onde hoje está situado o município de Nova Aurora começou a ser explorada na década de 1940. As terras férteis incentivaram o estabelecimento dos primeiros moradores, que deram início à formação do povoamento que se transformou em distrito, subordinado a Cascavel, em 1961, sendo emancipado em 25 de setembro de 1967. A agropecuária e o setor de prestação de serviços correspondem às principais fontes de renda do município, que se destaca principalmente na produção de milho e soja.
O artesanato e os grupos teatrais e musicais configuram-se como algumas das principais manifestações culturais, juntamente com os eventos festivos tais como a Festa da Colheita, as comemorações do aniversário da cidade e as celebrações tradicionais religiosas do Corpus Christi e da Festa de São Roque, padroeiro municipal. O turismo rural também se faz presente em Nova Aurora, com a culinária caseira e diversas trilhas e cachoeiras situadas em pousadas, fazendas ou propriedades rurais do município.

## História
A evolução populacional da região do atual município teve início com a Marcha para o Oeste, criada pelo governo de Getúlio Vargas para incentivar o progresso e a ocupação do interior-oeste brasileiro. Os primeiros a desbravarem e povoarem a área foram as famílias Esser, Cristóvão Morais Filho e Bazanella, que se afixaram na localidade no final da década de 1940 em virtude da fertilidade das terras, propícias à agricultura. Inicialmente, cultivou-se o café e, depois de algum tempo, o milho e o feijão.
O primeiro nome recebido pelo povoamento fora Encruzilhada Tapejara, sendo rebatizado de Nova Aurora após o padre Luiz Bernardes pronunciar a frase "uma nova aurora surgirá", remetendo-se aos problemas dos habitantes do lugar, durante uma missa celebrada ao nascer do sol. Dado o desenvolvimento da localidade, pela lei estadual nº 177, de 26 de setembro de 1961, ocorreu a criação do distrito de Nova Aurora, subordinado a Cascavel. Pela lei estadual nº 5.643, de 25 de setembro de 1967, Nova Aurora foi emancipada, instalando-se em 11 de dezembro de 1968. Ainda em 1967, foi criado o distrito de Palmitópolis e em 7 de julho de 1980, pela lei estadual nº 7.343, foi criado o distrito de Marajó.

## Geografia
A área do município, segundo o Instituto Brasileiro de Geografia e Estatística (IBGE), é de 470,642 km², sendo que 4,25 km² constituem a zona urbana. Situa-se a 24°41'36" de latitude sul e 53°15'20" de longitude oeste e está a uma distância de 567 quilômetros a oeste da capital do estado, fazendo parte da Região Metropolitana de Cascavel, que foi criada em 2015. Faz limites com os municípios de Quarto Centenário, a norte; Formosa do Oeste, a noroeste; Iracema do Oeste, Jesuítas e Assis Chateaubriand, a oeste; Tupãssi, a sudoeste; Cafelândia, a sul; Corbélia, a sudeste; e Ubiratã, a leste e nordeste.
De acordo com a divisão regional vigente desde 2017, instituída pelo IBGE, o município pertence às Regiões Geográficas Intermediária e Imediata de Cascavel. Até então, com a vigência das divisões em microrregiões e mesorregiões, fazia parte da microrregião de Cascavel, que por sua vez estava incluída na mesorregião do Oeste Paranaense.

### Relevo, hidrografia e meio ambiente
O município de Nova Aurora faz parte do Terceiro Planalto Paranaense, onde o relevo é predominantemente ondulado e a altitude média varia de 200 a 800 metros acima do nível do mar. A altitude média da cidade é de 520 metros e a idade geológica do solo pertence ao período Jurássico Inferior. A composição geológica do município é representada por rochas basálticas da Formação Serra Geral, que fazem parte da bacia sedimentar do Paraná e têm origem vulcânica.
Os tipos de solo predominantes são Nitossolo Vermelho, o Latossolo Vermelho e associações de Cambissolos com Neossolos Litólicos. O Nitossolo predomina nas áreas com relevo suavemente ondulado, enquanto que em áreas aplainadas há o predomínio do Latossolo e às margens dos rios o predomínio é das associações de Cambissolos com Neossolos Litólicos. Em relação à vegetação, Nova Aurora se encontra em uma zona de transição entre a floresta ombrófila mista — em que predominam as matas de araucária — e a floresta estacional semidecidual — que pertence ao bioma da Mata Atlântica, com mistura de árvores altas, que podem passar dos 40 metros de altura, e um forte estrato arbustivo.
O território municipal tem sua área abrangida pela bacia do rio Piquiri, que nasce na Serra do São João, na divisa entre os municípios de Turvo e Guarapuava, e percorre cerca de 660 km até desaguar no rio Paraná. Além do Piquiri, outros mananciais que se sobressaem em Nova Aurora são o rio Melissa e o córrego Hong Kong. As águas do rio Melissa abastecem a Usina Hidrelétrica Melissa, que foi construída na década de 1960 e cujo reservatório abrange 1 hectare.

### Clima
| Maiores acumulados de chuva em 24 horas registrados em Nova Aurora por meses (Instituto Água e Terra, 1962–2019) | Maiores acumulados de chuva em 24 horas registrados em Nova Aurora por meses (Instituto Água e Terra, 1962–2019) | Maiores acumulados de chuva em 24 horas registrados em Nova Aurora por meses (Instituto Água e Terra, 1962–2019) | Maiores acumulados de chuva em 24 horas registrados em Nova Aurora por meses (Instituto Água e Terra, 1962–2019) | Maiores acumulados de chuva em 24 horas registrados em Nova Aurora por meses (Instituto Água e Terra, 1962–2019) | Maiores acumulados de chuva em 24 horas registrados em Nova Aurora por meses (Instituto Água e Terra, 1962–2019) |
| Mês | Acumulado | Data | Mês | Acumulado | Data |
| --- | --- | --- | --- | --- | --- |
| Janeiro | 120 mm | 29/01/2015 | Julho | 87,4 mm | 30/07/1971 |
| Fevereiro | 130 mm | 12/02/1996 | Agosto | 78 mm | 28/08/2001 |
| Março | 110,6 mm | 15/03/2012 | Setembro | 139 mm | 29/09/1969 |
| Abril | 140 mm | 27/04/1981 | Outubro | 177,4 mm | 05/10/1975 |
| Maio | 141,5 mm | 22/05/1992 | Novembro | 93,6 mm | 28/11/1974 |
| Junho | 123 mm | 05/06/1997 | Dezembro | 124,8 mm | 25/12/1978 |
| Fonte: Agência Nacional de Águas e Saneamento Básico (ANA).                                                      | | | | | |

O clima nova-aurorense é caracterizado, segundo o IBGE, como subtropical mesotérmico brando superúmido (tipo Cfa segundo Köppen), tendo chuvas bem distribuídas durante o ano e temperatura média anual de 21,3 °C com invernos amenos e verões quentes. O mês mais quente, janeiro, tem temperatura média de 25,1 °C, sendo a média máxima de 30,7 °C e a mínima de 19,6 °C. E o mês mais frio, junho, de 16,5 °C, sendo 22,2 °C e 10,9 °C as médias máxima e mínima, respectivamente. Outono e primavera são estações de transição.
A precipitação média anual é de 1 526,4 mm, sendo agosto o mês mais seco, quando ocorrem 73,8 mm. Em janeiro, o mês mais chuvoso, a média fica em 167 mm. Nos últimos anos, entretanto, os dias quentes e secos durante o inverno têm sido cada vez mais frequentes, não raro ultrapassando a marca dos 30 °C, especialmente entre julho e setembro. Em agosto de 2012, por exemplo, a precipitação de chuva não passou dos 3,9 mm. Durante a época das secas e em longos veranicos em pleno período chuvoso também são comuns registros de queimadas em morros e matagais, principalmente na zona rural da cidade, o que contribui com o desmatamento e com o lançamento de poluentes na atmosfera, prejudicando ainda a qualidade do ar. Geadas são comuns no inverno e entre os dias 22 e 23 de julho de 2013, devido à passagem de uma forte onda de frio, houve registro de chuva congelada na cidade.
De acordo com o Instituto Água e Terra, com dados coletados na estações pluviométricas Porto 2 (1962–1979) e Novo Porto 2 (1979–2019), o maior acumulado de chuva registrado em 24 horas em Nova Aurora foi de 177,4 mm no dia 5 de outubro de 1975. Outros grandes acumulados foram de 141,5 mm em 22 de maio de 1992, 140 mm em 27 de abril de 1981 e 139 mm em 29 de setembro de 1969. Contudo, na estação CGH Melissa Reservatório, que esteve em operação pela Companhia Paranaense de Energia (COPEL) de 1967 a 2019, o acumulado atingiu 180 mm em 9 de março de 1995. Já na estação Nova Aurora, operada pelo Instituto Água e Terra de 1975 a 1997, o acumulado recorde foi de 147,3 mm em 23 de dezembro de 1981. Tempestades de granizo não são frequentes, mas algumas das piores e mais recentes ocorreram nos dias 23 de setembro de 2006, 7 de agosto de 2008 e 21 de abril de 2014, destelhando várias casas e estabelecimentos e danificando plantações tanto na zona urbana quanto no perímetro rural, e foi registrada a formação de um tornado em 11 de dezembro de 2013, que no entanto não provocou estragos.
| Dados climatológicos para Nova Aurora | Dados climatológicos para Nova Aurora | Dados climatológicos para Nova Aurora | Dados climatológicos para Nova Aurora | Dados climatológicos para Nova Aurora | Dados climatológicos para Nova Aurora | Dados climatológicos para Nova Aurora | Dados climatológicos para Nova Aurora | Dados climatológicos para Nova Aurora | Dados climatológicos para Nova Aurora | Dados climatológicos para Nova Aurora | Dados climatológicos para Nova Aurora | Dados climatológicos para Nova Aurora | Dados climatológicos para Nova Aurora |
| Mês                                   | Jan                                   | Fev                                   | Mar                                   | Abr                                   | Mai                                   | Jun                                   | Jul                                   | Ago                                   | Set                                   | Out                                   | Nov                                   | Dez                                   | Ano                                   |
| ------------------------------------- | ------------------------------------- | ------------------------------------- | ------------------------------------- | ------------------------------------- | ------------------------------------- | ------------------------------------- | ------------------------------------- | ------------------------------------- | ------------------------------------- | ------------------------------------- | ------------------------------------- | ------------------------------------- | ------------------------------------- |
| Temperatura máxima média (°C)         | 30,7                                  | 29,8                                  | 29,8                                  | 27,4                                  | 24                                    | 22,2                                  | 23,3                                  | 24,4                                  | 25,5                                  | 28,1                                  | 29,8                                  | 30,7                                  | 27,1                                  |
| Temperatura mínima média (°C)         | 19,6                                  | 20,1                                  | 18,6                                  | 15,9                                  | 12,9                                  | 10,9                                  | 10,5                                  | 11,8                                  | 15,3                                  | 15,7                                  | 17,4                                  | 19,1                                  | 15,6                                  |
| Precipitação (mm)                     | 167                                   | 151                                   | 127,2                                 | 113,5                                 | 117,8                                 | 125,4                                 | 88,4                                  | 73,8                                  | 139,2                                 | 152,9                                 | 128                                   | 142,2                                 | 1 526,4                               |
| Fonte: Somar Meteorologia             |                                       |                                       |                                       |                                       |                                       |                                       |                                       |                                       |                                       |                                       |                                       |                                       |                                       |

## Demografia
Em 2022, a população foi estimada em 13 765 habitantes pelo censo daquele ano, realizado pelo Instituto Brasileiro de Geografia e Estatística (IBGE). Em 2010, a população era de 11 866 habitantes. Segundo o censo de 2010, 5 828 habitantes eram homens e 6 038 habitantes mulheres. Ainda segundo o mesmo censo, 9 040 habitantes viviam na zona urbana e 2 826 na zona rural. Da população total, 2 420 habitantes (20,39%) tinham menos de 15 anos de idade, 8 270 habitantes (69,69%) tinham de 15 a 64 anos e 1 176 pessoas (9,91%) possuíam mais de 65 anos, sendo que a esperança de vida ao nascer era de 75,7 anos e a taxa de fecundidade total por mulher era de 1,8.
Em 2010, a população nova-aurorense era composta por 7 966 brancos (67,13%), 312 negros (2,63%), 137 amarelos (1,15%), 3 439 pardos (28,98%) e 12 indígenas (0,1%). Considerando-se a região de nascimento, 10 122 eram nascidos no Sul (85,30%), 48 na Região Norte (0,40%), 276 no Nordeste (2,32%), 62 no Centro-Oeste (0,52%) e 1 202 no Sudeste (10,13%). 9 612 habitantes eram naturais do estado do Paraná (81,0%) e, desse total, 6 458 eram nascidos em Nova Aurora (54,43%). Entre os 2 254 naturais de outras unidades da federação, São Paulo era o estado com maior presença, com 609 pessoas (5,13%), seguido por Minas Gerais, com 438 residentes (3,69%), e por Santa Catarina, com 369 habitantes residentes no município (3,11%).
O Índice de Desenvolvimento Humano Municipal (IDH-M) de Nova Aurora é considerado alto pelo Programa das Nações Unidas para o Desenvolvimento (PNUD), sendo que seu valor é de 0,733 (o 940º maior do Brasil e o 75º maior do Paraná). A cidade possui a maioria dos indicadores próximos à média nacional segundo o PNUD. Considerando-se apenas o índice de educação o valor é de 0,642, o valor do índice de longevidade é de 0,844 e o de renda é de 0,726. De 2000 a 2010, a proporção de pessoas com renda domiciliar per capita de até meio salário mínimo reduziu em 47,26% e em 2010, 89,02% da população vivia acima da linha de pobreza, 6,24% encontrava-se na linha da pobreza e 4,74% estava abaixo e o coeficiente de Gini, que mede a desigualdade social, era de 0,568, sendo que 1,00 é o pior número e 0,00 é o melhor. A participação dos 20% da população mais rica da cidade no rendimento total municipal era de 59,95%, ou seja, 15,61 vezes superior à dos 20% mais pobres, que era de 3,84%.
De acordo com dados do censo de 2010 realizado pelo IBGE, a população de Nova Aurora está composta por: 10 118 católicos (85,26%), 1 409 evangélicos (11,87%), 209 pessoas sem religião (1,76%), 22 espíritas (0,18%) e 0,93% estão divididos entre outras religiões. A cidade sedia a Paróquia São Roque, subordinada à Diocese de Toledo.

## Política e administração
A administração municipal se dá pelos Poderes Executivo e Legislativo. Já o Poder Legislativo é constituído pela câmara, composta por nove vereadores eleitos para mandatos de quatro anos (em observância ao disposto no artigo 29 da Constituição). Cabe à casa elaborar e votar leis fundamentais à administração e ao Executivo, especialmente o orçamento participativo (Lei de Diretrizes Orçamentárias).

## Distritos
| Distrito                    | Código IBGE | Habitantes (2022) | Domicílios particulares (2022) |        |           |     |     |
| --------------------------- | ----------- | ----------------- | ------------------------------ | ------ | --------- | --- | --- |
| Distrito                    | Código IBGE | Habitantes (2022) | Domicílios particulares (2022) | Marajó | 411670307 | 572 | 238 |
| Nova Aurora (distrito-sede) | 411670305   | 12 055            | 4 254                          |        |           |     |     |
| Palmitópolis                | 411670310   | 1 138             | 405                            |        |           |     |     |

## Economia
O Produto Interno Bruto (PIB) de Nova Aurora é um dos maiores de sua microrregião, com importante participação da agropecuária e do setor de prestação de serviços. De acordo com dados do IBGE, relativos a 2011, o PIB do município era de R$ 239 124 mil. 16 518 mil eram de impostos sobre produtos líquidos de subsídios a preços correntes e o PIB per capita era de R$ 20 385,67. Em 2010, 64,43% da população maior de 18 anos era economicamente ativa, enquanto que a taxa de desocupação era de 3,48%.
Salários juntamente com outras remunerações somavam 24 130 mil reais e o salário médio mensal de todo município era de 1,8 salários mínimos. Havia 530 unidades locais e 541 empresas atuantes. Segundo o IBGE, 62,52% das residências sobreviviam com menos de salário mínimo mensal por morador (2 405 domicílios), 30,31% sobreviviam com entre um e três salários mínimos para cada pessoa (1 066 domicílios), 2,91% recebiam entre três e cinco salários (112 domicílios), 1,48% tinham rendimento mensal acima de cinco salários mínimos (57 domicílios) e 2,76% não tinham rendimento (106 domicílios).
Setor primário
| Produção de milho, soja e cana-de-açúcar (2012) | Produção de milho, soja e cana-de-açúcar (2012) | Produção de milho, soja e cana-de-açúcar (2012) |
| ----------------------------------------------- | ----------------------------------------------- | ----------------------------------------------- |
| Produto                                         | Área colhida (hectares)                         | Produção (tonelada)                             |
| Milho                                           | 30 000                                          | 167 695                                         |
| Soja                                            | 30 911                                          | 77 144                                          |
| Cana-de-açúcar                                  | 190                                             | 11 400                                          |

Em 2011, de todo o PIB da cidade, 77 114 mil reais era o valor adicionado bruto da agropecuária, enquanto que em 2010, 31,83% da população economicamente ativa do município estava ocupada no setor. Segundo o IBGE, em 2012 o município possuía um rebanho de 13 149 bovinos, sete bubalinos, 441 caprinos, 83 equinos, 1 050 ovinos, 28 709 suínos e 4 138 813 aves, entre estas 239 098 galinhas, 3 898 025 galos, frangos e pintinhos e 1 690 codornas. Neste mesmo ano, a cidade produziu 4 433 mil litros de leite de 1 783 vacas, 4 746 mil dúzias de ovos de galinha, 21 mil dúzias de ovos de codorna, 850 quilos de lã de 420 ovinos tosquiados e 8 500 quilos de mel de abelha. Também há considerável presença da piscicultura.
Na lavoura temporária, são produzidos principalmente o milho (167 695 toneladas produzidas e 30 mil hectares cultivados), a soja (77 114 toneladas e 30 911 hectares) e a cana-de-açúcar (11 400 toneladas e 190 hectares), além do abacaxi, alho, amendoim, arroz, batata doce, ervilha, feijão, fumo, mandioca, melancia, melão, tomate e trigo. Já na lavoura permanente, destacam-se a tangerina (380 toneladas produzidas e 17 hectares cultivados), o abacate (250 toneladas produzidas e dez hectares cultivados) e a uva (248 toneladas e 20 hectares), além da banana, café, caqui, figo, goiaba, laranja, limão, maçã, mamão, manga, maracujá e pêssego.
Setores secundário e terciário
A produção industrial é resumida resumida principalmente à agroindústria e à extração de madeira, com presença em pequena escala de estabelecimentos de indústria têxtil, indústria de produtos minerais não metálicos, indústria metalúrgica, indústria do papel, papelão, editorial e gráfica e indústria da borracha, fumo, couros e peles. Em 2012, de acordo com o IBGE, foram extraídos 19 200 m³ de madeira em lenha e 2 720 m³ de madeira em toras e segundo estatísticas do ano de 2010, 0,09% dos trabalhadores de Nova Aurora estavam ocupados no setor industrial extrativo e 10,14% na indústria de transformação.
Também em 2010, 6,49% da população ocupada estava empregada no setor de construção, 0,58% nos setores de utilidade pública, 11,77% no comércio e 27,88% no setor de serviços e em 2011, 132 615 reais do PIB municipal eram do valor adicionado bruto do setor terciário. Na Feira do Produtor Rural, a chamada "Feirinha", no Centro de Nova Aurora, são comercializados produtos confeccionados e produzidos pelos pequenos produtores do município que são associados à Associação de Pequenos Produtores
Rurais de Nova Aurora, fundada em 21 de julho de 1999.

## Infraestrutura

### Habitação e criminalidade
No ano de 2010, a cidade tinha 3 847 domicílios particulares permanentes. Desse total, 3 787 eram casas, 55 eram apartamentos e cinco eram casas de vila ou em condomínio. Do total de domicílios, 2 743 são imóveis próprios (2 464 já quitados e 279 em aquisição), 607 foram alugados, 491 foram cedidos (289 cedidos por empregador e 202 cedidos de outra forma) e seis foram ocupados sob outra condição. Parte dessas residências conta com água tratada, energia elétrica, esgoto, limpeza urbana, telefonia fixa e telefonia celular. 3 024 domicílios eram atendidos pela rede geral de abastecimento de água (78,60% do total); 3 841 (99,84%) possuíam banheiros para uso exclusivo das residências; 3 054 (79,38% deles) eram atendidos por algum tipo de serviço de coleta de lixo; e 3 842 (99,87%) possuíam abastecimento de energia elétrica.
A criminalidade ainda é um problema presente em Nova Aurora. Em 2012, foi registrada uma taxa de 43,1 homicídios para cada 100 mil habitantes, sendo o 32º maior índice do estado do Paraná e o 390º maior do Brasil. Entre 2010 e 2012, ocorreram quatro acidentes de trânsito (um em 2010, dois em 2011 e um em 2012) e quatro suicídios (um em 2010, um em 2011 e dois em 2012).

### Saúde e educação
Em 2009, o município possuía dez estabelecimentos de saúde entre hospitais, pronto-socorros, postos de saúde e serviços odontológicos, sendo quatro públicos municipais e seis privados. Do total, nove eram integrantes do Sistema Único de Saúde (SUS). Em 2013, 100% das crianças menores de 1 ano de idade estavam com a carteira de vacinação em dia. Em 2012, foram registrados 144 nascidos vivos, sendo que o índice de mortalidade infantil neste ano foi nulo. Em 2010, 6,1% das adolescentes de 10 a 17 anos tiveram filhos, sendo 0,7% delas entre 10 e 14 anos e a taxa de atividade nesta faixa etária de 11,22%. Do total de crianças menores de dois anos pesadas pelo Programa Saúde da Família em 2012, nenhuma apresentava desnutrição.
Na área da educação, o Índice de Desenvolvimento da Educação Básica (IDEB) médio entre as escolas públicas de Nova Aurora era, no ano de 2011, de 4,8 (numa escala de avaliação que vai de nota 1 à 10), sendo que a nota obtida por alunos do 5º ano (antiga 4ª série) foi de 6,0 e do 9º ano (antiga 8ª série) foi de 3,7; o valor das escolas públicas de todo o Brasil era de 4,0. Em 2010, 4,16% das crianças com faixa etária entre seis e quatorze anos não estavam cursando o ensino fundamental. A taxa de conclusão, entre jovens de 15 a 17 anos, era de 52,99% e o percentual de alfabetização de jovens e adolescentes entre 15 e 24 anos era de 98,73%. Em 2013, a distorção idade-série entre alunos do ensino fundamental, ou seja, com com idade superior à recomendada, era de 7,1% para os anos iniciais e 25,4% nos anos finais e, no ensino médio, a defasagem chegava a 24,1%. Dentre os habitantes de 18 anos ou mais, 47,97% tinham completado o ensino fundamental e 31,14% o ensino médio, sendo que a população tinha em média 11,2 anos esperados de estudo.
Em 2010, de acordo com dados da amostra do censo demográfico, da população total, 3 586 habitantes frequentavam creches e/ou escolas. Desse total, 68 frequentavam creches, 251 estavam no ensino pré-escolar, 109 na classe de alfabetização, 169 na alfabetização de jovens e adultos, 1 595 no ensino fundamental, 677 no ensino médio, 132 na educação de jovens e adultos do ensino fundamental, 166 na educação de jovens e adultos do ensino médio, 62 na especialização de nível superior, 351 em cursos superiores de graduação e cinco em mestrado. 8 280 pessoas não frequentavam unidades escolares, sendo que 1 169 nunca haviam frequentado e 7 111 haviam frequentado alguma vez. O município contava, em 2012, com 2 254 matrículas nas instituições de ensino da cidade, sendo que dentre as oito escolas que ofereciam ensino fundamental, três pertenciam à rede pública estadual e cinco à rede municipal. As três escolas que forneciam o ensino médio pertenciam à rede estadual.
| Ensino pré-escolar | 250   | 18 | 4 |
| Ensino fundamental | 1 557 | 92 | 8 |
| Ensino médio       | 477   | 46 | 3 |

### Comunicação e serviços básicos
O código de área (DDD) de Nova Aurora é 45 e o Código de Endereçamento Postal (CEP) vai de 85410-000 a 85414-999. No dia 2 de fevereiro de 2009, o município passou a ser servido pela portabilidade, juntamente com outros municípios com o mesmo DDD. A portabilidade é um serviço que possibilita a troca da operadora sem a necessidade de se trocar o número do aparelho.
A responsável pelo serviço de abastecimento de energia elétrica é a Companhia Paranaense de Energia (COPEL), que mantém no município a Usina Hidrelétrica Melissa, em operação desde 1962 e tendo capacidade de produção de uma potência efetiva de 800 kW. Já o serviço de abastecimento de água e coleta de esgoto da cidade é feito pela Companhia de Saneamento do Paraná (Sanepar), sendo que em 2008 havia 3 668 unidades consumidoras e eram distribuídos em média 1 890 m³ de água tratada por dia.

### Transportes
A frota municipal no ano de 2013 era de 7 516 veículos, sendo 3 942 automóveis, 448 caminhões, 95 caminhões-trator, 844 caminhonetes, 136 caminhonetas, 12 micro-ônibus, 1 175 motocicletas, 579 motonetas, 46 ônibus, um trator de rodas, oito utilitários e 230 classificados como outros tipos de veículos. Segundo o Instituto Paranaense de Desenvolvimento Econômico e Social (Ipardes), a frota municipal observou um crescimento de 26,44% entre 2009 e 2012, com presença média de 1 veículo para cada 1,7 habitantes. O aeroporto mais próximo da cidade em atividade é o Aeroporto Internacional de Foz do Iguaçu, situado em Foz do Iguaçu, a 220 km de Nova Aurora, visto que os aeroportos de Toledo (a 83 km) e Goioerê (a 48 km) não operam comercialmente.
O município possui um terminal rodoviário, situado no Centro, e o acesso à cidade é possibilitado através de duas rodovias. A PR-180 liga os municípios de Terra Rica, na divisa do Paraná com o estado de São Paulo, e Marmeleiro, na divisa com Santa Catarina, e o trecho que passa por Nova Aurora é denominado Rodovia Vereador Jocelino Pereira dos Santos, segundo a lei estadual nº 8.298, de 4 de fevereiro de 1986. Já a PR-239 liga a divisa paranaense com São Paulo (na altura de Sengés) com a BR-163, na cidade de Quatro Pontes. A rodovia federal mais próxima ao município é a BR-369, que liga Cascavel ao município de Oliveira, em Minas Gerais, atravessando o estado de São Paulo e parte do Paraná. A PR-239 conecta a cidade à BR-369 que, por sua vez, a liga à BR-277 e então a Curitiba.

## Cultura

### Espaços e instituições culturais
Nova Aurora conta com uma secretaria municipal que atua exclusivamente como órgão gestor da cultura no município. Dentre os espaços culturais, destaca-se a existência de uma biblioteca mantida pelo poder público municipal, dois estádios ou ginásios poliesportivos, cinco teatros ou salas de espetáculos, centro cultural, clubes, associações recreativas e salas de cinema, segundo o IBGE em 2005 e 2012. Há existência de equipes artísticas de teatro, cineclube, grupos musicais, bandas, corais, orquestras e grupos de capoeira, de acordo com o IBGE em 2012.
O artesanato também é uma das formas mais espontâneas da expressão cultural nova-aurorense, sendo que, segundo o IBGE, as principais atividades artesanais desenvolvidas no município são o bordado e trabalhos produzidos com madeira e materiais reciclados. A culinária se faz presente, destacando-se em relação à produção de queijos e outros derivados do leite, produtos envolvendo mel e doces e biscoitos caseiros. O Centro Cultural e Casa da Cultura de Nova Aurora foi construído em 1982 e reinaugurado em setembro de 2007, estando situado anexo à Escola Municipal Eugênio Mezzon e sendo o principal ponto de realizações de reuniões, palestras, seminários e eventos comunitários.

### Atrativos e eventos
Dentre os principais eventos realizados regularmente em Nova Aurora, que configuram-se como importantes atrativos, destacam-se a Festa da Colheita, organizado pela Igreja Católica em março ou abril, com espetáculos musicais, concursos, exposições, competições esportivas e outras atrações; o Corpus Christi, em junho, com a procissão sobre os tapetes de serragem colorida confeccionados nas ruas do Centro de Nova Aurora, ilustrando imagens religiosas; as festas juninas, entre junho e julho, com apresentações de quadrilha, espetáculos musicais e barraquinhas com comidas típicas; as comemorações da Festa de São Roque, padroeiro municipal, celebrada em agosto; o Festiviola, em agosto ou setembro, que desde 2009 premia as melhores apresentações de música sertaneja; as festividades do aniversário da cidade, que é comemorado em 25 de setembro mas tem programação que envolve dias seguidos de exposições, concursos, eventos religiosos, inaugurações e espetáculos musicais com bandas regionais ou nacionalmente conhecidas que atraem milhares de pessoas em algumas edições; e as comemorações de Natal, em dezembro.
Em relação aos atrativos naturais, o município conta com uma série de propriedades rurais que em conjunto formam um roteiro turístico, o chamado Circuito do Sol. Seu complexo engloba diversas trilhas, museu rural, orquidário e cachoeiras, além da culinária caseira. Destacam-se o Pesque-pague Parque Sandri; o Recanto das Pedras Veriano, com trilhas, área para pesca, toboágua e quiosques; e o Recanto Roecker, que possui trilhas ecológicas, além de abrigar o museu rural e orquidário.

### Feriados
Em Nova Aurora há quatro feriados municipais, definidos pela lei municipal nº 473, de 21 de junho de 1988, e oito feriados nacionais, além dos pontos facultativos. Os feriados municipais são o Corpus Christi, que em 2025 é comemorado no dia 19 de junho; o dia de São Roque, padroeiro municipal, celebrado em 16 de agosto; o dia do aniversário do município, em 25 de setembro; e o dia da Imaculada Conceição, em 8 de dezembro. De acordo com a lei federal nº 9.093, aprovada em 12 de setembro de 1995, os municípios podem ter no máximo quatro feriados municipais com âmbito religioso, já incluída a Sexta-Feira Santa.